# China Resources Beer Holdings
China Resources Beer Company (CR Beer) — китайская пивоваренная компания, крупнейшая в КНР по объёму производства (11,1 млрд литров пива в 2020 году, что соответствует около четверти рынка). Штаб-квартира расположена в Гонконге (China Resources Building), входит в крупный государственный конгломерат China Resources. В списке крупнейших компаний мира Forbes Global 2000 за 2021 год заняла 1865-е место (1999-е по размеру выручки, 1888-е по чистой прибыли, 706-е по рыночной капитализации).

## История
В 1992 году China Resources приобрела компанию Winland Investment и переименовала её в China Resources Enterprise. Первоначально эта компания занималась инвестициями в недвижимость, но уже в 1993 году было создано совместное пивоваренное предприятие China Resources (Shenyang) Snowflake Brewery (партнёр — британская компания Miller, у которой было 49 % акций). В 1996 году, кроме пива, компания начала заниматься газированной водой и безалкогольными напитками, а операции с недвижимостью были выделены в компанию China Resources Land. В 1999 году China Resources Enterprise приобрела у материнской группы бизнес розничной торговли, включавший сети супермаркетов и торговых центров. В 2005 году пивной бренд компании CR Snow стал самым популярным по объёму производства в КНР, а в 2008 году — и в мире (он продаётся только в Китае, но пивной рынок КНР является крупнейшим в мире). 
В 2015 году China Resources Enterprise продала все активы, не связанные с пивоварением, материнской группе и сменила название на China Resources Beer (Holdings) Company. В 2016 году за 1,9 млрд долларов была выкуплена 49-процентная доля SABMiller; эксперты оценивали этот пакет акций в 3—5 млрд долларов, но его продажа была необходимым условием слияния SABMiller с Anheuser-Busch InBev. К этому времени продажи CR Snow начали падать, уступив в пользу более дорогих международных брендов, и в марте 2018 года China Resources Beer начала переговоры с нидерландской группой Heineken о покупке её дочерней компании в КНР; предварительное соглашение было достигнуто в ноябре 2018 года, а закрыли сделку 29 апреля 2019 года. По её условиям было создано совместное предприятие CRH (Beer) Limited, контролируемое China Resources Company и Heineken (60 и 40 % соответственно). Оно является основным акционером China Resources Beer (Holdings) Company (51,67 % акций); кроме того, CR Beer получила права на бренд Heineken в пределах КНР.

## Деятельность
На конец 2020 года компания управляла 70 пивоварнями в 25 провинциях КНР, их суммарная производительность составляла 18,75 млрд литров в год. Наибольшее количество пивоварен расположено в провинциях Сычуань и Ляонин (по 9), Аньхой (6), Цзянсу и Чжэцзян (по 5). Половина продаж пива приходится на восточную часть КНР, по четверти — на центральную и южную части страны.